# شيدزا ميندي
شيدزا ميندي واسمها الكامل شارلين شيدزا كودزاي ميندي (مواليد 19 أكتوبر 1991)، هي ممثلة ومخرجة زيمبابوية. اشتهرت بتجسيد شخصية الرجل «وانديل راديبي» في المسلسل الجنوب الأفريقي الأجيال.

## المسيرة المهنية
نشأت شيدزا في زيمبابوي ثم انتقلت إلى كيب تاون في عام 2006 لدراسة السينما في مدرسة السينما الأفريقية وفنون الدراما (AFDA). بدأت اللعب في المسرح بدور «ليدي كابوليت» في مسرحية «روميو وجولييت» لفضل أداءها انهالت عليها الأعمال فتم اختيارها للعديد من المسرحيات مثل عنف الأحلام الهادئ ("The Quiet Violence of Dreams") للمخرج كابيلو سيلو دويكر، «في انتظار البرابرة» للمخرج جي إم كوتزي و «حلم ليلة منتصف الصيف» و «ترويض النمرة» و «كوميديا الأخطاء» و «ريتشارد الثالث».
ظهرت في فيلم «الأجيال: الإرث» حيث قامت بتجسيد دور رجل.
في عام 2008، فازت بجائزة أفضل ممثلة في السينما الأفريقية وفنون الدراما.
في عام 2015، انضمت إلى المسلسل التلفزيوني الجنوب الأفريقي الأجيال. حقق المسلسل نجاحا كبيرا جعله يستمر على مدار 4 مواسم مكونة من 1000 حلقة.

## الأعمال

### الأفلام
- 2010: النفق (فيلم قصير): مونيكا
- 2014: خربشات (فيلم قصير): فيفا
- 2014: أحب من تحب (فيلم): سانديل
- 2015: الكسولة سوزان (فيلم قصير): سوزان

### مسلسلات
- 2014 : الأجيال: الإرث : وانديل راديبي
- 2014 : الوطن (مسلسل تلفزيوني)
- 2014 : الأجيال (مسلسل) : وانديل راديبي
- 2015 : جميلة وعلاء الدين (مسلسل تلفزيوني) : فيزيائية
- 2016 : إلتفاف (مسلسل تلفزيوني) : موظف استقبال في المستشفى
- 2020 : الملكة سونو (مسلسل تلفزيوني) : ميري دوبي

### وثائقيات
- 2014 : تجسير المياه (فيلم وثائقي) : الراوية
- 2015 : سي يايا: انطلق معنا (فيلم وثائقي) : الراوية